# Grodan (skulptur)

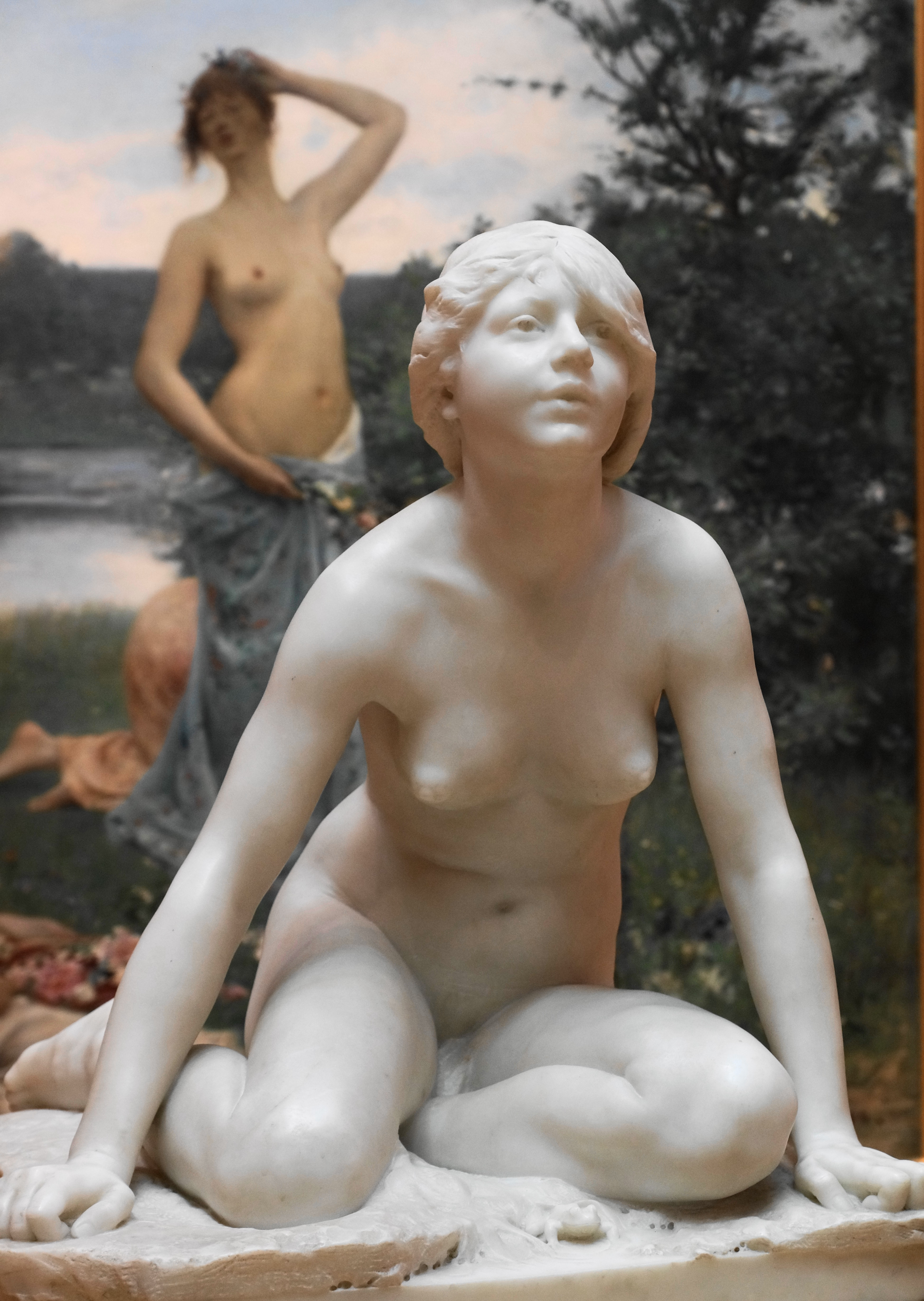
Grodan i Fürstenbergska galleriet, Göteborgs konstmuseum.

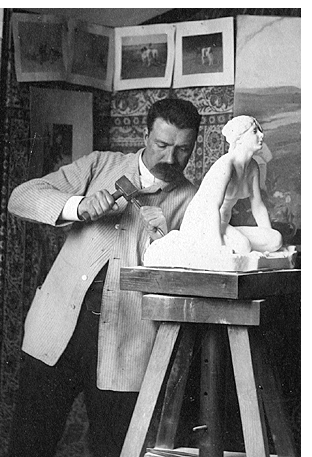
Per Hasselberg hugger en mindre variant av Grodan i marmor.

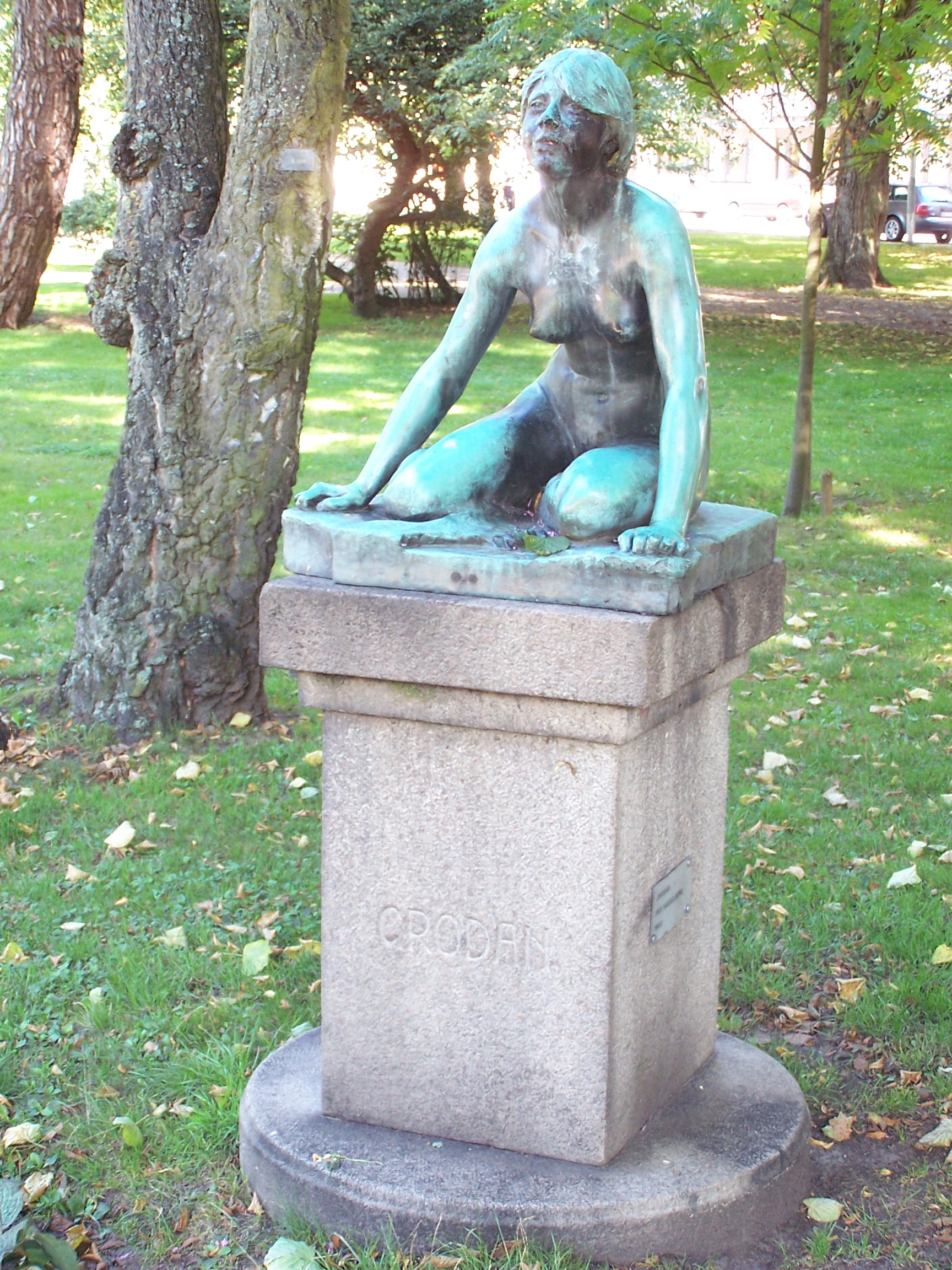
Grodan i Hoglands park, Karlskrona.

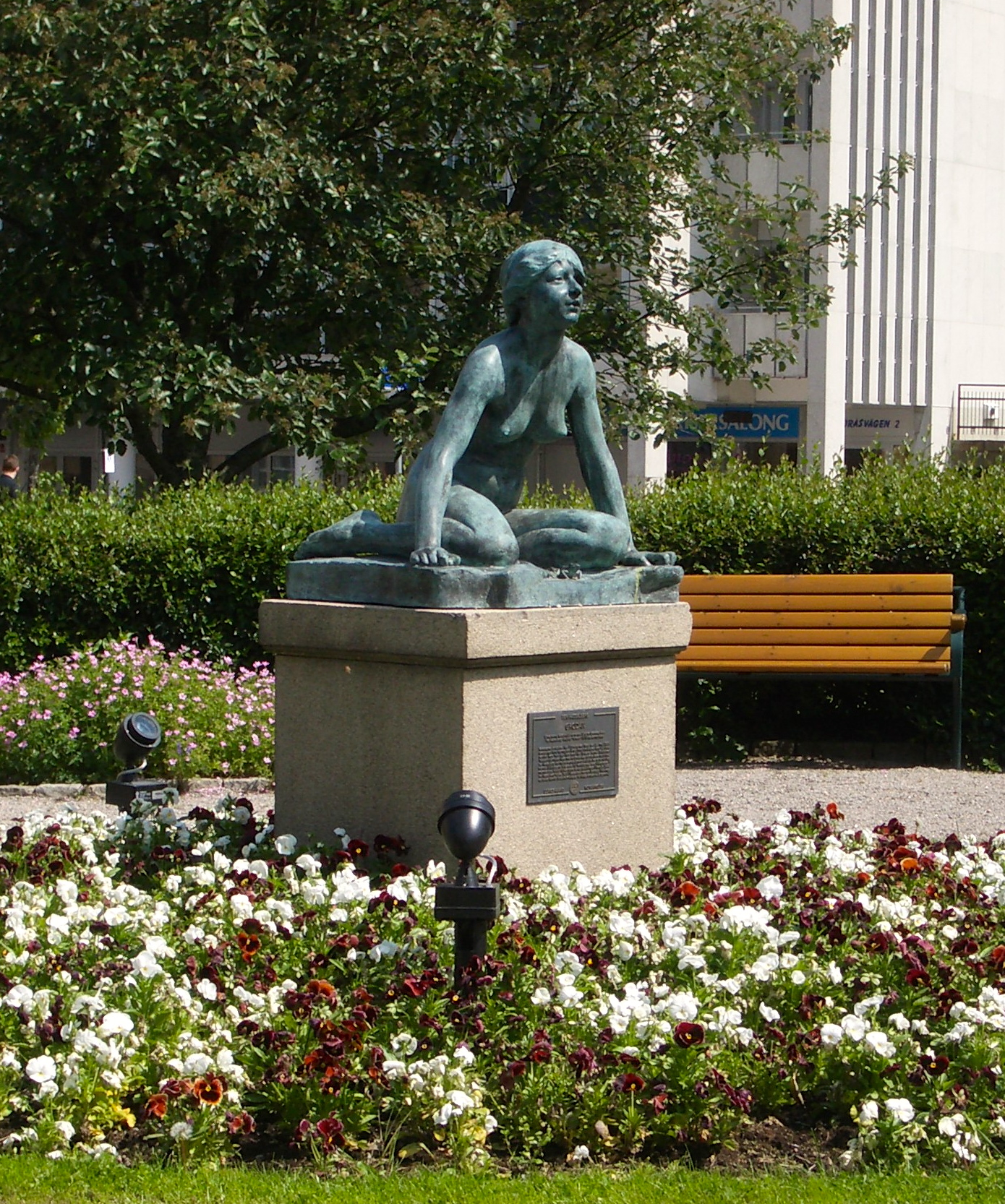
Grodan i Grodparken i Ulricehamn (2004).

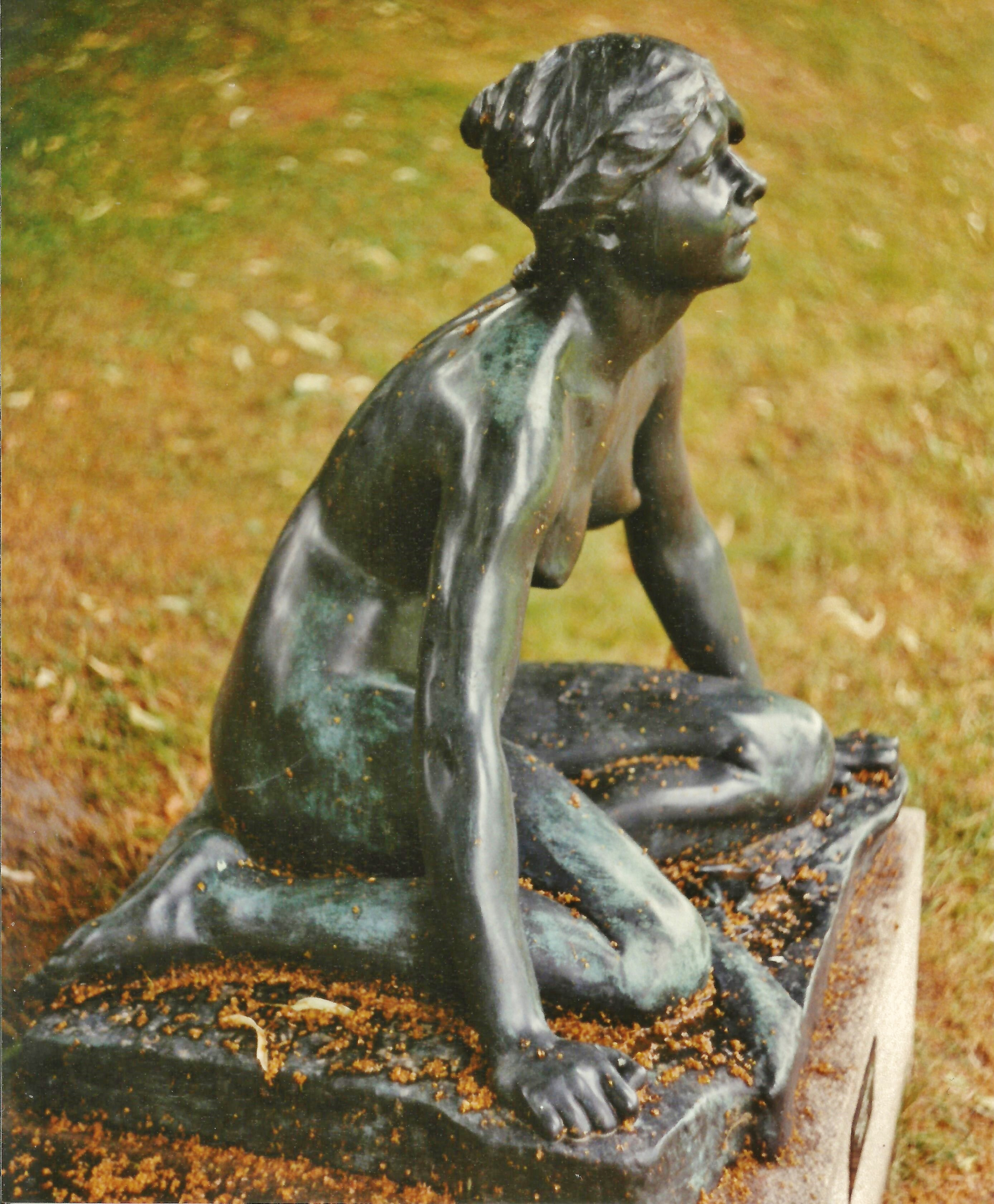
Grodan i Rottneros Park nära Sunne i Värmland, gjuten i brons 1957.

Grodan (franska: La Grenouille) är en skulptur av en sittande kvinnofigur. Första skissen utfördes i gips av Per Hasselberg i Paris 1887.
Grodan avbildar en flicka i 15-årsåldern, sittande som en groda. Framför kvinnofiguren är även en liten groda avbildad. Hasselberg fick idén till Grodan när hans modell satt sig för att vila. Figuren anses naturalistisk, och kan ses som en symbol för de tidiga tonårens spirande kvinnlighet.
Skulpturen visades i gips vid Världsutställningen 1889 i Paris.
Det franska ordet grenouille betyder inte bara groda men på slang också gatflicka. Det har påpekats att Hasselberg med Grodan möjligen tänkte uttrycka dåtidens syn av en spänning mellan ungdomens fina och animaliska drag.

## Exemplar (urval)
- Skiss i gips 1887 (16,5 cm), Nationalmuseum (NMSk 1328).[3][4] 59°19′42.44″N 18°04′41.00″Ö / 59.3284556°N 18.0780556°Ö
- Skiss i gips 1889 ? (47 cm), Svenska Klubben i Paris / Cercle Suédois
- Huggen i marmor 1890 (64 cm) i Göteborgs konstmuseum.[5][6] 57°41′47.50″N 11°58′49.50″Ö / 57.6965278°N 11.9804167°Ö
- Gjuten i brons (guldpatinerad) 1891 och 1893 (45 cm), vid Otto Meyers Eftr., (privat ägo).[7]
- Gjuten i brons 1902  i Hoglands park i Karlskrona.56°09′51.40″N 15°35′10.40″Ö / 56.1642778°N 15.5862222°Ö
- Gjuten i brons 1913 (80 cm), placerad på Prins Eugens Waldemarsudde i Stockholm (W 261).[8]59°19′11.90″N 18°06′52.20″Ö / 59.3199722°N 18.1145000°Ö
- Huggen i marmor 1916 av Christian Eriksson på Thielska Galleriet i Stockholm.59°19′20.00″N 18°08′55.00″Ö / 59.3222222°N 18.1486111°Ö
- Huggen i marmor (65 cm) på Prins Eugens Waldemarsudde (W 262).[9]
- Gjuten i brons 1917 på Bergmans konstgjuteri, placerad i Brunnsparken i Ronneby.
- Gjuten i brons 1943 på Bergmans konstgjuteri, placerad i Björns trädgård i Stockholm.
- Gjuten i brons 1957, placerad i Rottneros Park i Sunne kommun.[10]
- Gjuten i brons 1998 på Bergmans konstgjuteri, placerad i Mästarnas Park i Hällefors.
- Gjuten i brons 2009 på Bergmans konstgjuteri (ersatte gjutningen från 1949), placerad i Grodparken i Ulricehamn.
- Statyetter i parian, 230 exemplar med höjden 38 cm tillverkades 1906–26 av Gustavsbergs porslinsfabrik.[11][12]
- Statyetter i parian, 241 exemplar med höjden 26 cm tillverkades 1912–26 av Gustavsbergs porslinsfabrik.[11][12]

## Bildgalleri

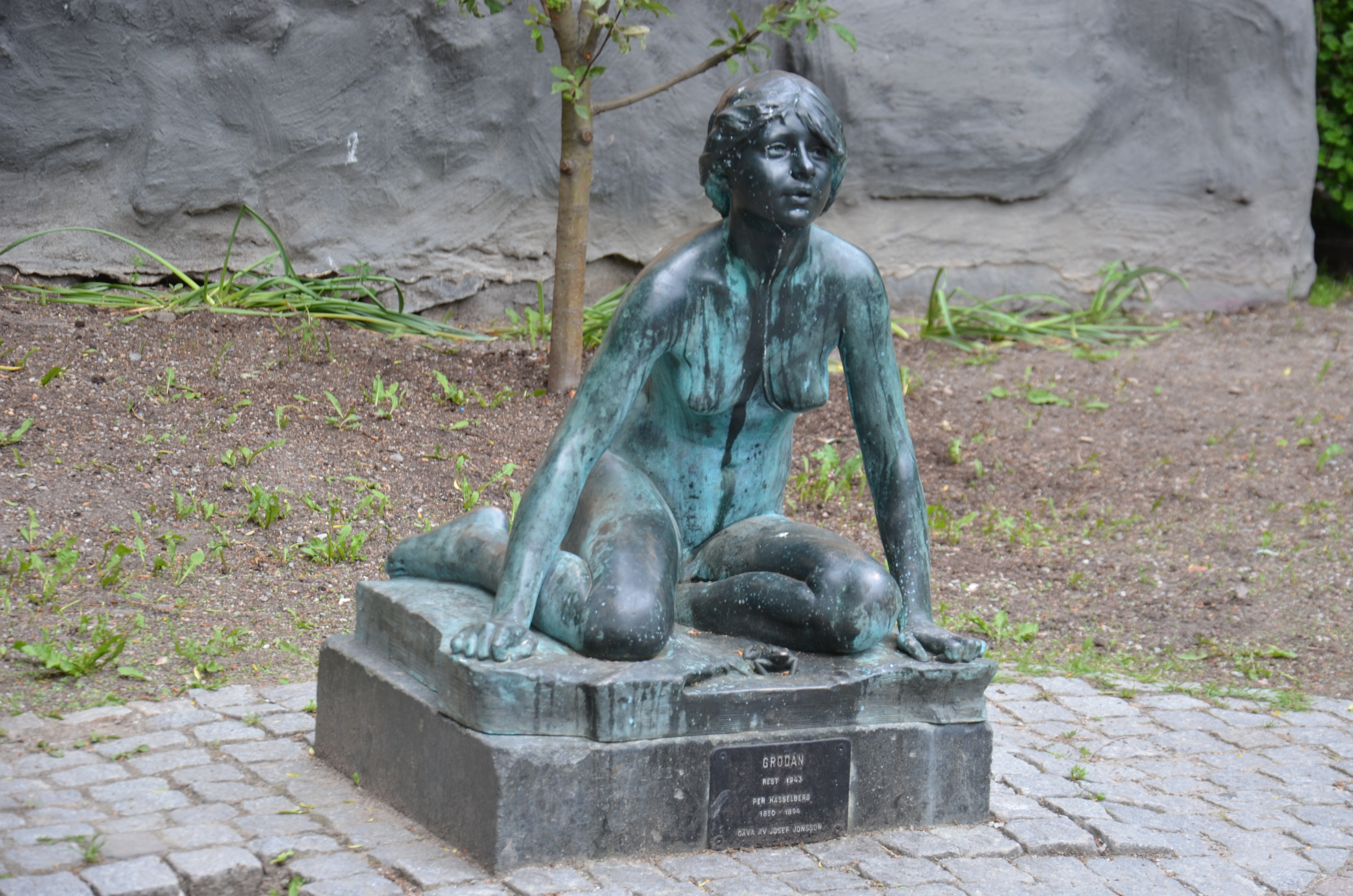
Grodan i Björns trädgård i Stockholm.
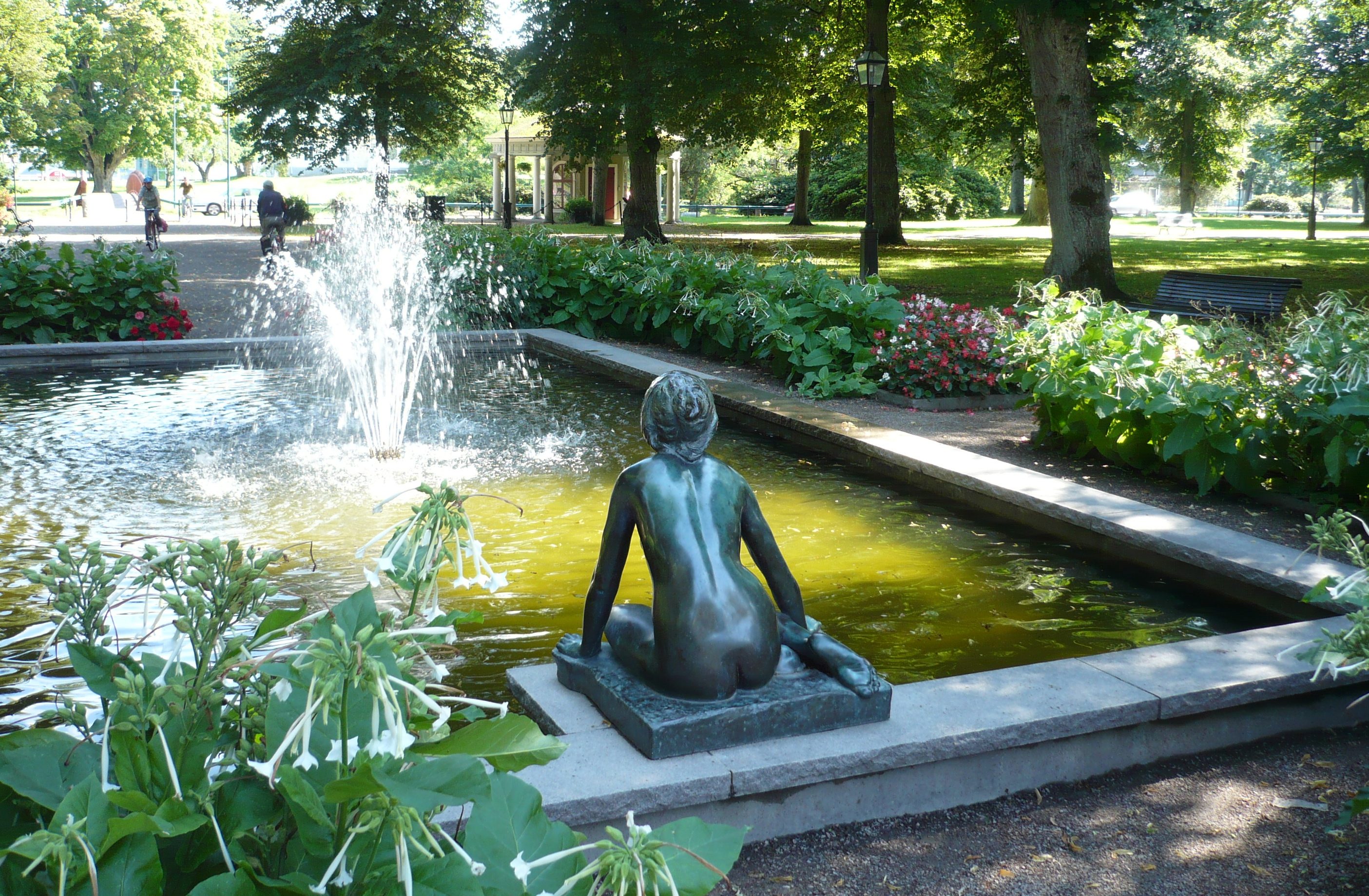
Grodan i Ronneby brunnspark.
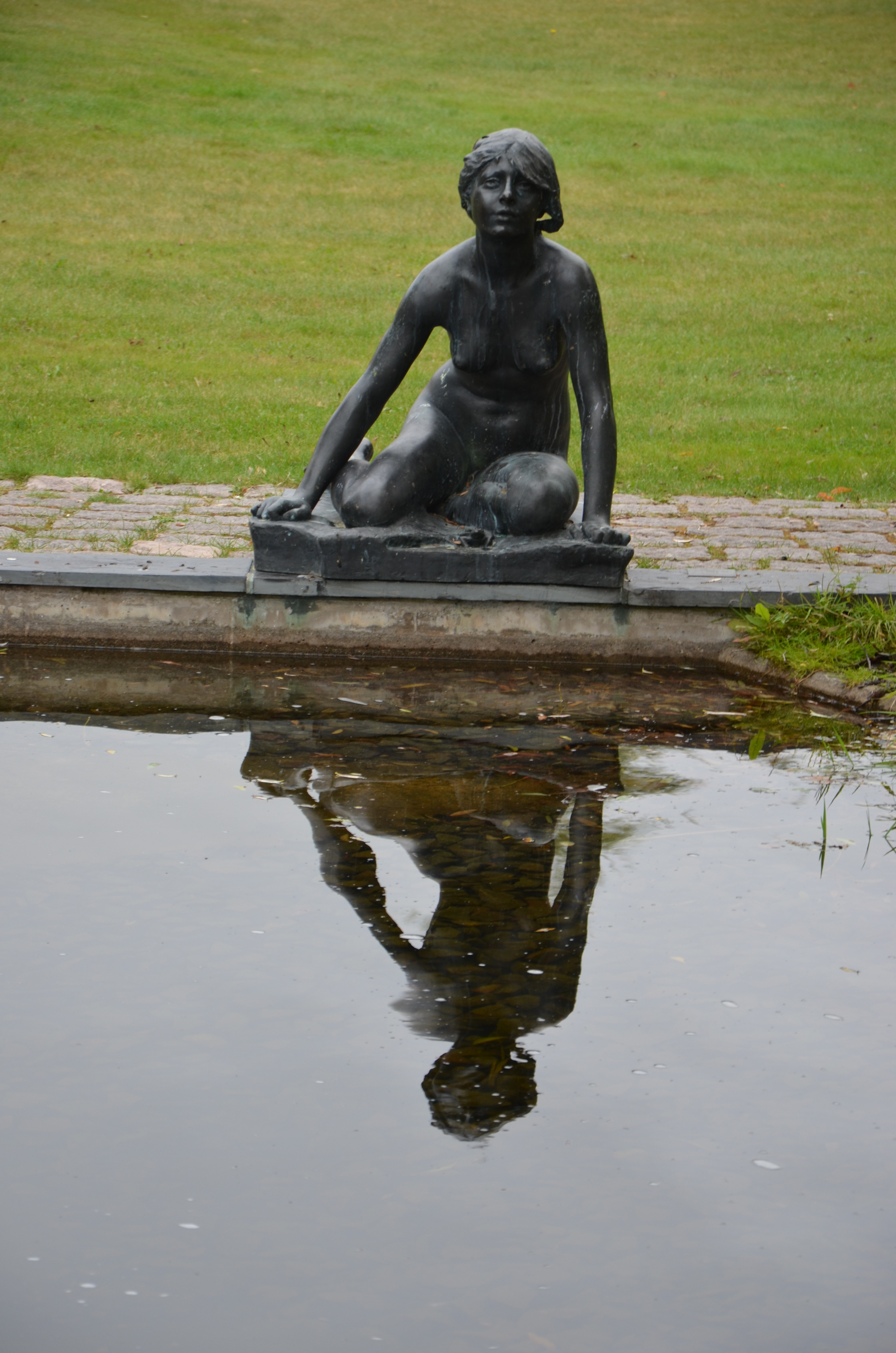
Grodan i Mästarnas Park i Hällefors.